# John Elwood Price
John Elwood Price (Tulsa (Oklahoma), 21 juni 1935 – Tuskegee (Alabama), 9 mei 1995) was een Afro-Amerikaans componist, muziekpedagoog en pianist.

## Levensloop
Price kreeg al op vijfjarige leeftijd pianoles en speelde tijdens zijn schooltijd orkestinstrumenten. Hij studeerde compositie bij David Baker aan de Lincoln University in Jefferson City en behaalde aldaar zijn Bachelor of Arts in 1957. Vervolgens studeerde hij aan de Universiteit van Tulsa in zijn geboortestad en behaalde zijn Master of Music in 1963. Zijn studies voltooide hij aan de Washington-universiteit in Saint Louis. Naast David Baker behoorden tot zijn leraren Oscar Anderson Fuller, Augusta McSwain, William Penn, Bela Rozsa, Robert Wykes, Paul Pisk en Harold Blumenfeld.
Hij was docent aan het Karamu Theater in Cleveland (1957-1959), het Florida Memorial College in Miami (1964-1974), aan de Eastern Illinois Universiteit in Charleston (Illinois) en aan de Tuskegee University in Tuskegee (Alabama).
Price heeft in zijn werken de Afrikaans georiënteerde filosofie gerealiseerd en gedocumenteerd met conventionele westerse muzieknotatie. Hij schreef rond 200 werken, waarvan vele niet gepubliceerd zijn.

## Composities

### Werken voor orkest
- 1950 Rhapsody Symphonique, voor piano en orkest
- 1950 Serenade for Tulsa, voor piano en orkest
- 1951 For L'Overture, voor piano en orkest
- 1952 Dance, voor althobo en orkest
- 1952 rev.1955 Scherzo I, voor klarinet solo en orkest
- 1955-1975 Two Pieces, voor strijkers en koperkwartet
  1. The Solent
  2. Inertia
- 1956 Nocturne for a Winter Night, voor hoorn, harp en strijkers
- 1956-1957 Episodes, voor piano en kamerorkest
- 1957 Scherzo II, voor klarinet en orkest (Revisie van Rhapsody Symphonique)
- 1959-1974 Concert, voor cello en orkest
  1. Recitative
  2. Spiritual
  3. Variations
- 1963 rev.1989 ...And so Faustus Gained the World and Lost his Soul (Whatever Happened to Humanity?), voor kamerorkest; gereviseerde versie voor orkest
- 1968 Scherzo IV, voor klarinet en orkest
- 1968-1975 Harambee (Let's all pull together), voor orkest
- 1969 Concert, voor piano en orkest
- 1969 Editorial I, voor orkest
- 1969 Scherzo III, voor klarinet en orkest
- 1972-1973 Overture, voor orkest
- 1973 Scherzo, voor cello en orkest
- 1974-1975 Two Pieces, voor trompet en strijkorkest
  1. Spiritual
  2. Jumpin' Dance
- 1976-1978 Tutankhamen: Trumpets, voor trompet, trompet (geluidsband), strijkorkest en slagwerk
- 1979-1980 From Remembering the vainglorious Luminescene revealed on that day at de Olduvai..., voor orkest
- 1980-1981 O Sun of real Peace, voor kamerorkest
- 1980-1981 Three Orchestra Pieces, voor orkest
  1. Arawak
  2. Citadel
  3. Makandal
- 1983 Abeng, voor hoorn en strijkorkest
- 1987 No Ideology in the World (or out of it) is worth the death of a Worm, voor kamerorkest
- 1988-1989 Adams-Campbell: "Whosoever Will", voor orkest
- 1988-1989 Concert, voor tuba en orkest

### Werken voor harmonieorkest
- 1951 March nr. 1 in c mineur, voor piano en harmonieorkest (opgedragen aan: Booker T. Washington)
- 1953 March nr. 2, voor piano en harmonieorkest
- 1954 March
- 1969-1971 Four Marches
- 1981 Booker T. Washington Speech: 1897 Boston, Massachusetts, voor gemengd koor en harmonieorkest
- 1982 54th Regiment, voor koor en harmonieorkest
- 1982 We wear the Mask, voor koor, orgel en harmonieorkest

### Missen en andere kerkmuziek
- 1957 Psalm 2000, voor bariton solo, gemengd koor, hout- en koperblazers en slagwerk - tekst: van de componist
- 1970, rev.1975-1976, rev.1977 Barely time to study Jesus, voor zeven lezers, solisten en gemengd koor, orkest en slagwerkgroep - tekst: Robert Chute gedicht over Nat Turner
- 1972-1973 Lest thou bless me, voor sprekers, gemengd koor, harmonieorkest en orgel - tekst: Robert Chute 3e gedicht aan de zwarte geschiedenis
- 1974 rev.1978 Magnificat, voor alt, bariton, gemengd koor, orgel, hout- en koperblazers - tekst: William Edward Burghardt Du Bois

### Muziektheater

#### Opera's
| Voltooid in | titel          | aktes       | première | libretto         |
| ----------- | -------------- | ----------- | -------- | ---------------- |
| 1957        | College Sonata | 2 bedrijven |          | van de componist |
| 1972-1974   | The other Foot | 1 akte      |          | Ray Bradbury     |

#### Toneelmuziek
- 1955 Foresight of time and the University, monologue (een sciencefictionscène over de schepping van de wereld) met klarinet, trompet en slagwerk - tekst: van de componist
- 1962 Entr'acte for "The chairs", voor hoorn, fagot en piano - tekst: Eugène Ionesco
- 1965 The Tempest - tekst: William Shakespeare
- 1969 The Feast of Unity, voor sopraan, alt, tenor, bariton, gemengd koor, dwarsfluit, hobo, altsaxofoon, twee trompetten, twee trombones, tuba, piano/harp, slagwerk, strijk-octet, acteurs en dansers - tekst: Sam White, Sharon Lockhard en anderen

### Werken voor koor
- 1953 Greenwood Rhythm, voor dansers, gemengd (of unisono) koor, blazersensemble (klarinetten, saxofoons, hoorns, trompetten) en slagwerk - tekst: van de componist
- 1962-1963 The Damnation of Doctor Faustus, voor tenor, gemengd koor en kamerorkest - tekst: Christopher Marlowe
- 1973 St. Peter relates an Incident, voor lezers, sopraan, tenor bas solo, gemengd koor, (klein) harmonieorkest en orgel - tekst: James Weldon Johnson
- 1976-1978 Song of the Liberty Bell, voor drie sprekers, bariton solo, gemengd koor en orkest - tekst: Lewis Allan
- 1985-1986 Harriet Tubman: Booker T. Washington speech Auburn, New York ...1913, voor gemengd koor en orkest
- Confession, voor spreker, solisten, gemengd koor en orkest - tekst: Nat Turner "Confession"

### Vocale muziek
- 1954 rev.1958 Suggestion for the Century, voor mannenkwartet en orkest (opgedragen aan Russel Jelliffe en aan John F. Kennedy)
- 1969 Song on a Poem of William Blake, voor hoge stem en piano
- 1983-1984 Mandolin, voor mezzosopraan/bariton en klein orkest - tekst: Rita Dove

### Kamermuziek
- 1954 Meditation and Change of Thought, voor trompet, hoorn, trombone en tuba
- 1954 Fanfare and March, voor trompet en orgel
- 1956 Hymn and Deviation (Koperkwartet), voor koperkwartet (trompet, hoorn, trombone en tuba)
- 1956 Sonata, voor tuba en piano
- 1957 Blues and Dance I, voor klarinet en piano
- 1959 Duet, voor hoorn en trombone
- 1962 Quartet, voor viool, altviool, hoorn en fagot
- 1967 Lament, voor dansers, klarinet, trompet, trombone en slagwerk
- 1968 Sonata, voor trombone en piano
- 1968 Trio, voor klarinet, hoorn en tuba
- 1974 Fanfayre, voor vijf trompetten
- 1974-1975 Sonata II, voor tuba en piano
  1. Recitation
  2. Rag
  3. Spiritual
- 1988 On the Third Day ...Osiris Rose, voor contrabas en piano
- 1988 Where are you Robert Johnson?, voor instrumentaal ensemble
- 1992 Isis and Osiris, voor contrabas, keyboard, slagwerk en dansers
- For three instruments, voor klarinet, tuba en piano

### Werken voor piano
- 1977 5 Folk Songs